# أنتونيو روسي
أنتونيو روسي (بالإيطالية: Antonio Rozzi)‏ (28 مايو 1994 بروما في إيطاليا - ) هو لاعب كرة قدم إيطالي في مركز الهجوم. شارك مع منتخب إيطاليا تحت 16 سنة لكرة القدم ومنتخب إيطاليا تحت 17 سنة لكرة القدم ومنتخب إيطاليا تحت 18 سنة لكرة القدم ومنتخب إيطاليا تحت 19 سنة لكرة القدم ومنتخب إيطاليا تحت 20 سنة لكرة القدم ومنتخب إيطاليا تحت 21 سنة لكرة القدم ومنتخب إيطاليا لكرة القدم للدرجة الثانية ‏. أما مع النوادي، فقد لعب مع ريال مدريد كاستيا وريال مدريد ونادي باري ونادي سيينا ونادي لاتسيو ونادي فيرتوس إينتيلا ولانشانو كالتشيو 1920 ‏.

## روابط خارجية
- أنتونيو روسي على موقع قاعدة بيانات كرة القدم.إي يو (الإنجليزية)
- أنتونيو روسي على موقع Soccerway.com (الإنجليزية)
- أنتونيو روسي على موقع عالم كرة القدم.نت (الإنجليزية)
- أنتونيو روسي على موقع AS.com (الإسبانية)